# Limopsis crassula
Limopsis crassula is een tweekleppigensoort uit de familie van de Limopsidae. De wetenschappelijke naam van de soort is voor het eerst geldig gepubliceerd in 1953 door Habe.